# Lodewijk Jacobus Haspeslagh
Lodewijk Jacobus Haspeslagh (Brugge, 23 november 1766 - Brussel, 1 juli 1825), ook Haspenslag, was een Zuid-Nederlands rooms-katholiek priester en schrijver.

## Levensloop
Lodewijk Judocus Haspeslagh was de oudste van het tiental kinderen van de in Roeselare geboren Pieter-Lodewijk Haspeslagh en de Brugse Maria Derynck. Dankzij een beurs toegekend door het Fonds Van Susteren, kon hij studeren aan het Brugse seminarie en werd hij in 1791 tot priester gewijd. Hij bleef zonder duidelijke functie tot in 1795 en begon toen aan zijn klerikaal curriculum:
- 1795: vergunning tot preken in de Brugse Sint-Gilliskerk. Deze kortstondige benoeming gebeurde op het ogenblik dat de pastoor van deze parochie, Melchior Gailliard (1753 -1803), bekende predikant, door de Franse bezetter was opgepakt en als gijzelaar meegevoerd.
- 1795-1796: kapelaan in Leffinge.
- 1797-1801: kapelaan in Ichtegem. Dit was de periode van de beloken tijd, tijdens dewelke hij moest onderduiken vanwege zijn weigering de geëiste eed van trouw aan de republiek en haat tegenover de monarchie uit te spreken.
- 1801-1808: kapelaan in Beveren-bij-Roeselare.
- 1808-1811: kapelaan in Roeselare.
- Februari - juni 1811: kapelaan in Staden.
- Juni 1811 - juni 1812: kapelaan in Watervliet.

Hij liet zich door het stevenisme overtuigen en verliet Watervliet om zich op eigen initiatief in Gits, een van de centra van dit schisma, te vestigen en er parochiewerk te verrichten. Hij nam er de opvolging van kapelaan Jan Claeys (°1768), die net vanwege zijn stevenisme geschorst was. Op 26 juli 1812 volbracht hij een eerste doop, in opdracht van de stevenistische pastoor Jan Priem (1766-1815), die in november werd geschorst. Haspeslaghs ongehoorzaamheid maakte dat ook hij, in september 1812, door het bisdom Gent als parochiepriester werd geschorst. 
De gezagsgetrouwe Jan Simons, die in 1814 pastoor van Gits werd benoemd, was overtuigd dat het stevenistisch pamflet Verhael van de voornaemste wanorders voorgevallen in het bisdom Gent onder het bestier van Napoleon, dat in 1817 in Rijsel werd gedrukt, maar enkele jaren vroeger was geschreven, oorspronkelijk uit de pen van Haspeslagh was gekomen. Haspeslagh werd ook, samen met Jan Priem, als auteur beschouwd van een geschrift gericht tegen vicaris-generaal Maximilien-Macaire de Meulenaere.
Als gevolg van zijn schorsing werd Haspeslagh nochtans niet teruggevoerd tot de lekenstaat. Hij bleef integendeel priester, weliswaar zonder bediening of klerikaal inkomen. Hij leefde voortaan "op eigen beurs" en vestigde zich in Brussel waar hij zich volledig wijdde aan zijn historische en biografische opzoekingen. Hij ging in volle centrum wonen, op enkele stappen van de Grote Markt, in de Grote Boterstraat 41, bij een van de vele juweliers die daar woonden. Die juwelier en uurwerkmaker was een Bruggeling, Bartholomeus Huysentruyt (°1791), die in 1816 in Brussel getrouwd was met Félicité Vermandele en een juwelierszaak uitbaatte, samen met een familielid van zijn vrouw (haar broer?), de Gentenaar Pieter Vermandele (°1781). Hij woonde er nabij de Sint-Niklaaskerk en het is niet uitgesloten dat hij daar occasioneel de H. Mis opdroeg of liturgische diensten bewees. 
Bij zijn plotse overlijden werd Haspeslagh als priester vermeld op de overlijdensakte. De aangevers bij de burgerlijke stand waren de twee juweliers Huysentruyt en Vermandele, die het overlijden van hun huisbewoner kwamen melden. Hij werd ook als priester vermeld in het necrologium van het aartsbisdom Mechelen, ook al was hij niet ingeschreven als lid van de aartsbisschoppelijke clerus.

## Genealoog en historicus
Vroeg begon Haspeslagh zich te interesseren voor bekende personen, over wie hij biografieën begon te schrijven. In Brugge was hierover een traditie ontstaan waarbij hij zich kon aansluiten, gaande van priester Carolus Nollet (ca. 1640-1719) over priester Jan Pieter van Male (1681-1735) tot aan zijn tijdgenoten Pieter Ledoulx (1730-1807) en Pieter Van Lede (1768-1836).
In zijn laatste levensjaren in Brussel had hij de bedoeling daar opnieuw werk van te maken, zoals hij in 1820 schreef naar zijn Kortrijkse vriend Jacques Goethals-Vercruysse. Hij had in Brussel twee weldoeners, die hem aanmoedigden om in het Frans te publiceren en beloofden hem een geleerde corrector te bezorgen die zijn wat beperkte taalkennis zou aanvullen. Die weldoeners (of minstens goede kennissen) waren een gravin de Merode en baron Théodore de Baudequin de Peuthy (1779-1863). Haspeslagh ging eerst niet in op hun suggestie, maar gaf uiteindelijk toch toe. In 1824 verscheen in het Brussels dagblad L'Oracle van 24 augustus een omstandige reclame voor zijn werk, Biographie ancienne et moderne des hommes illustres et marquans des Pays-Bas. Het was voorzien in acht boekdelen van 400 bladzijden elk. Toen Haspeslagh enkele maanden later overleed was het aangekondigde Deel I nog niet verschenen en het bleef zo.
In april 1825 kreeg hij medewerking van een jonge jurist, Félix Victor Goethals (Gent 1798 - Brussel 1872), op dat ogenblik stagiair (waarschijnlijk niet of weinig bezoldigd) in de diensten van de procureur-generaal bij de rechtbank van Brussel. Echter, enkele weken later, nog voor hij zestig werd, stierf Haspeslagh. Goethals kwam in het bezit van alle documenten die Haspeslagh verzameld of geschreven had en maakte er ruim gebruik van voor de boeken die hij in de daaropvolgende jaren publiceerde.

## Publicaties en ongepubliceerde geschriften

### Boeken
- De goddeloosheid der 18e eeuw of kort begrijp van de samenzweeringen der philosophisten (...), Brugge, 1801 (herdrukken: Mechelen 1827 en Gent, 1847).
- Onderwys in de gronden des geloofs, zeer nuttig voor dezen tijd (...), Brugge, Frans van Eeck, 1803.

### Handschriften
- Kort Begrijp der Kerkelijke historie van de achttiende eeuw, Brussel, 1816 (aangekondigd door drukker G. Ceulens, maar waarschijnlijk niet gedrukt).
- De berugte Vlamingen, bevattende eene korte levensbeschryvinge der heylige dier provincie, helden, uytvinders, konstenaars, letterkundige, in manuscript bewaard.
- Biographie ancienne et moderne des hommes illustres et marquans des Pays-Bas, prospectus in 1824, waarin de auteur beloofde acht delen te publiceren van ieder 400 bladzijden in octavo, kleine letter, in twee kolommen op mooi papier.
- In de Koninklijke Bibliotheek in Brussel bevinden zich volgende geschriften van de hand van Haspeslagh, deel uitmakende van de nalatenschap Félix Goethals.
  - Les troubles religieux des Pays-Bas pendant le 16 siècle (honderden bladzijden en zeven mappen met aantekeningen over hetzelfde onderwerp).
  - Histoire des Anabaptistes des Pays-Bas (onvoltooid).
  - Kort begryp der kerkelyke historie van de 18e eeuw, behandelt vooral het Jansenisme.
  - Berugte Nederlanders vergaderd by stoffe om nauwkeurig op te maken (382 bladzijden met gemiddeld minstens tien namen per blz.)
  - Een uitgebreide verzameling losse steekkaarten met bio-bibliografische gegevens van Belgen en Nederlanders, alfabetisch gerangschikt.

## Voetnoot
1. ↑   In het gedeelte van de straat die thans omgedoopt is tot Taborastraat.
2. ↑   Waarschijnlijk Marie-Josèphe d'Ongnies de Mastaing (1760-1842), prinses van Grimbergen, echtgenote van graaf Willem de Merode, markies van Westerloo en prins van Rubempré en Everberg (1762-1830)

- Biografisch Portaal: 06517995
- Digitale Bibliotheek voor de Nederlandse Letteren: hasp003
- Virtual International Authority File: 290888359